# Акинфиево
Акинфиево — село в муниципальном округе Нижняя Салда Свердловской области России.
Ранее было центром Акинфиевского сельсовета города Нижней Салды.

## Географическое положение
Село Акинфиево расположено в 17 километрах (по автодороге в 18 километрах) к востоку от города Нижней Салды, в долине реки Юрки (левого притока реки Луковой, бассейн реки Салды), в одном километре от устья. Через село проходит автодорога Нижний Тагил — Алапаевск.

## История
Поселение было основано в 1773 году после постройки Салдинских заводов по указанию Н. Н. Демидова. Первоначальное название — Иакинфиевское. По одной из версий, село назвали в честь Акинфия Демидова, по другой — в честь св. Акинфия.
К XIX веку в селе появились две православные церкви, земское училище, пять торговых лавок, кирпичный завод, четыре кузницы, мастерская сапожника.
В дореволюционный период Акинфиево вошло в состав Нижнесалдинской волости. В 1886 году открылись начальная школа, фельдшерский пункт, три частные лавки.
В 1994 году была построена двухэтажная школа.
Жители занимались заготовкой леса и древесного угля, корчевкой пней, вязкой сучьев и доставкой этого материала на располагающийся недалеко от села Нижнесалдинский металлургический завод, а также перевозкой алапаевского листового железа. Кроме того, основными занятиями были земледелие и скотоводство. В 1927 году в селе было основано товарищество по совместной обработке земли, в 1930 — колхоз с 212 хозяйствами.
Население занималось также и художественной самодеятельностью. В 1954 году сельский хор стал лучшим в области, именно его участники впервые исполнили песню «Уральская рябинушка» композитора Евгения Родыгина.

## Иакинфиевская церковь
В начале XIX века была возведена часовня, которая в 1869 году была перестроена в деревянную, однпрестольную церковь и была освящена во имя мученика Иакинфа в декабре 1902 года. После постройки новой каменной церкви стала приписной. Церковь была закрыта в 1920-е годы.

## Успенская церковь
К 1912 году была построена новая кирпичная однопрестольная церковь, которая была освящена в честь Успения Пресвятой Богородицы. В 1930-е годы церковь была закрыта.

## Библиотека
В 1907 году начала свою работу народная библиотека, созданная на средства издателя Ф.Ф. Павленкова. Фонд охватывал 300 экземпляров книг.

## Население
| 2002 | 2010 |
| ---- | ---- |
| 292  | ↘219 |

- В 1843 году домов в деревне 62, 325 жителей.
- В 1970 году — 474 человека.
- 2011—218 человек[6].

## Памятники
- Обелиск погибшим участникам Гражданской войны в 1918—1922 годах.
- Обелиск погибшим участникам Великой Отечественной войны 1941-45г.